# Pristanište Valongo
Valongo pristanište (portugalski: Cais do Valongo) je povijesna luka Rio de Janeira, koja se nalazi u gradskoj zoni Centro, između ulica Coelho e Castro i Sacadura Cabral.
Luka na plaži Vallongo je izgrađena 1811. godine kao mjesto pristaništa i trgovanja robovima iz Afrike kako robovi ne bi „goli” prolazili glavnim ulicama od glavne gradske luke Praia do Peixe. Koncem 1820-ih Valongo pristanište je bilo glavno mjesto za dolazak robova iz Angole, te istočne i središnje Afrike, dok su u Maranhão i Bahiju pristajali brodovi iz Gvineje i zapadne Afrike. God. 1831., atlantska trgovina robljem je zabranjena i pristanište je zatvoreno, ali se trgovina i dalje potajno održavala preko tajnih luka sve do 1888. Tijekom dvadeset godina njezina rada oko 900.000 robova je iz Afrike pristalo u Valongo, da bi naposljetku oko 4,9 milijuna robova završilo u Brazilu.
God. 1843., pristanište je obnovljeno za dolazak princeze Tereze Kristine od dvaju Sicilija koja se trebala udati za cara Pedra II. Od tada se nazvalo Princezino pristanište (Cais da Imperatriz). No, ono je zatrpano tijekom velike urbane reforme gradonačelnika Pereira Passosa 1911. god.
Između 1850-ih i 1920-ih područje oko starog pristaništa su postupno naselili bivši robovi, uglavnom afričkog podrijetla, i postalo je poznato kao „Mala Afrika”.
God. 2011., tijekom iskapanja u sklopu radova obnove lučkog dijela Rio de Janeira za potrebe olimpijskih igara u Riju, dva pristaništa su otkrivena, jedno na drugomu, Valongo i Imperatriz. Pored njih iskopane su brojne amajlije i obredni predmeti podrijetlom iz Konga, Angole i Mozambika. Zbog toga je arheološki lokalitet Valongo pristaništa u samom središtu grada, uključujući trg Jornal do Comércio, upisan na UNESCO-ov popis mjesta svjetske baštine u Amerikama 2017. god. kao „najvažniji fizički trag dolaska afričkih robova na američko tlo”.

## Vajske poveznice
- Circuito histórico e arqueológico da celebração da herança africana - Cais do Valongo e da Imperatriz  Arhivirana inačica izvorne stranice od 31. prosinca 2018. (Wayback Machine) (port.)